# NGC 6806
NGC 6806 is een balkspiraalstelsel in het sterrenbeeld Boogschutter. Het hemelobject werd op 5 september 1834 ontdekt door de Britse astronoom John Herschel.

## Synoniemen
- ESO 338-15
- IRAS 19336-4224
- MCG -7-40-3
- VV 411
- FAIR 1162
- AM 1933-422
- PGC 63416